# Ramblin’ Tommy Scott
Ramblin’ Tommy Scott, właśc. Tommy Lee Scott (ur. 24 czerwca 1917 w Toccoa, zm. 30 września 2013 tamże) – amerykański muzyk country.

## Życiorys
Ramblin’ Tommy Scott urodził się 24 czerwca 1917 roku. Zaczął grać na gitarze w wieku dziesięciu lat. Po ukończeniu szkoły średniej dostał pracę w radiu WTFL w 1933 roku. W ciągu kilku lat kontynuował pracę w różnych stacjach radiowych. Rozpoczął pracę w stacji radiowej WWVA Jamborees. Był również członkiem audycji radiowej Grand Ole Opry. W 1948 roku został gospodarzem programu Ramblin’ Tommy Scott Show, a później gospodarzem programu Smokey Mountain Jamboree. Zmarł 30 września 2013 roku w wieku 96 lat.